# International Age Rating Coalition

Logo der IARC

Die International Age Rating Coalition (IARC; übersetzt: Internationaler Alterseinstufungszusammenschluss) ist eine internationale Kooperation der verschiedenen verantwortlichen Organisationen für Alterskennzeichnungen, die ein einheitliches, globales System zur weltweiten Altersbewertung von digital vertriebenen Apps und Spielen bietet. Mit dem 2013 vorgestellten IARC-System können Spielehersteller durch das Ausfüllen eines Fragebogens die unterschiedlichen Alterskennzeichen für mehrere Territorien und Plattformen generieren.
Die Zentrale der IARC hat ihren Sitz beim Entertainment Software Rating Board (ESRB) in New York City.

## Verfahren
Mit dem IARC-System können zum ersten Mal in einem einheitlichen Prozess auf globaler Ebene regional unterschiedliche Altersbewertungen für Online-Spiele und Apps vorgenommen werden. Spielehersteller reichen ihr Spiel bzw. ihre App in das System einer App-Plattform, die sich IARC angeschlossen und den Einstufungsprozess integriert hat, ein und füllen einen Fragebogen mit inhaltlichen Fragen zu ihrem Produkt aus. Der auszufüllende Fragebogen vergibt nach dem Abschluss die klassischen Alterskennzeichen nach Vorgaben der jeweiligen nationalen Selbstkontrolle. Dabei werden die kulturellen Normen und Kriterien der unterschiedlichen Regionen berücksichtigt. Die unterschiedlichen Alterskennzeichen und einige weitere Inhaltsdeskriptoren führt die jeweilige Plattform in den Produktinformationen an. Eine wichtige Komponente des Systems ist die Überwachung oder das Prüfen auf Antrag der erteilten IARC-Kennzeichen und gegebenenfalls eine Anpassung der Einstufung durch die regionalen Institutionen. Die Nutzung des IARC-Systems ist für Entwickler kostenlos, Plattformbetreiber zahlen eine jährliche Nutzungsgebühr.
Plattformen, welche IARC nutzen, sind der Google Play Store, der Microsoft Store, der Nintendo eShop, der Oculus Store und der PlayStation Store.

## IARC generisches Bewertungssystem
Zusätzlich zur Erlangung offizieller Altersfreigaben von den Koalitionsmitgliedern würden Entwickler, die sich über den IARC-Prozess bewerben, auch eine kostenlose generische Altersfreigabe für ihre Software unter dem Namen der IARC in jedem der teilnehmenden digitalen Schaufenster erhalten. Diese generischen Ratings können für jedes Gebiet gelten, das kein eigenes Ratingsystem hat und/oder nicht offiziell von bestehenden Altersbewertungsstellen der Welt unterstützt wird. Die Bewertung gilt auch für Gebiete, deren eigene lokale Bewertungsstelle noch nicht offiziell Teil des IARC-Systems ist, insbesondere wie Japans CERO-Bewertung. IARC plant, dieses generische Bewertungssystem in mehr Schaufenster einzuführen, in der Hoffnung, den Altersbewertungsprozess für Spieleentwickler zu rationalisieren. Zu den Storefronts, die derzeit IARC und sein generisches Bewertungssystem unterstützen, gehören Google Play, Microsoft Store (sowohl PC- als auch Xbox-Versionen), Nintendo eShop, PlayStation Store, Quest Store (ehemals Oculus Store), Stadia Store, Luna store, Pico Store und Epic Games Store. Die IARC-Altersbewertungen sind wie folgt:
| Ikone | Bewertung | Beschreibung                                                                     |
| ----- | --------- | -------------------------------------------------------------------------------- |
|       | 3+        | Videospiel- oder Softwareinhalte, die nur für Kinder ab 3 Jahren geeignet sind.  |
|       | 7+        | Videospiel- oder Softwareinhalte, die nur für Kinder ab 7 Jahren geeignet sind.  |
|       | 12+       | Videospiel- oder Softwareinhalte, die nur für Kinder ab 12 Jahren geeignet sind. |
|       | 16+       | Videospiel- oder Softwareinhalte, die nur für Kinder ab 16 Jahren geeignet sind. |
|       | 18+       | Videospiel- oder Softwareinhalte, die nur für 18 Jahre und älter geeignet sind.  |

## Umsetzung in Deutschland
Das Freigabesystem in Deutschland hatte bis zur Einführung des IARC-Freigabesystems vor allem Einzelhandelsversionen in Form von Trägermedien der Unterhaltungsprogrammen nach dem Jugendschutzgesetz zum Gegenstand, deren Einstufung für die jeweilige Online-Variante der Software übernommen wurde. Nach dem Jugendmedienschutz-Staatsvertrag muss jedoch auch Onlineinhalten eine Altersfreigabe erteilt werden. Da das bisherige Freigabesystem zwingend einen Verwaltungsakt durch einen Vertreter der Obersten Landesjugendschutzbehörden vorsieht, war es für die Vielzahl an (internationalen) Apps und Onlinespielen als wenig praktikabel angesehen, diesen gesamten Prozess für jede dieser Apps zu durchlaufen. Das Einführen einer Spielerweiterung mit Änderung des Inhaltes hätte dann auch jeweils eine Neuprüfung nach sich gezogen. Das IARC-System ist durch die automatische Einstufung sehr viel praktikabler gestaltet. Zentrale Eigenart ist dabei, dass die Bewertung durch die Einstufungsorganisationen zentral für das jeweilige Land verwaltet wird und nach einer Prüfung auch angepasst werden kann, sollte sich etwa herausstellen, dass der Anbieter einer App sich bei der Beantwortung einer Frage im Irrtum befand. Für Trägermedien in Deutschland ist dieses Vorgehen zur Freigabe noch wenig praktikabel, da eine Änderung der Freigabestufe einen Produktrückruf zur Folge hätte oder die sich im Handel befindenden Trägermedien auf Kosten des Herausgebers umetikettiert werden müssten. Außerdem schützt nur die Freigabe eines Unterhaltungsmediums durch die Obersten Landesjugendschutzbehörden vor einer Indizierung durch die Bundesprüfstelle für jugendgefährdende Medien (BPjM). Sollte ein sich bereits im Handel befindendes Medium indiziert werden, kämen daher auch Bußgelder nach Jugendschutzgesetz gegen den Inverkehrbringer in Betracht. Derzeit wird eine Online-Freigabe nach IARC durch die Freigabe eines inhaltsgleichen Mediums nach Jugendschutzgesetz entsprechend „überschrieben“. Wenn Medien aufgrund der Antworten im Fragebogen ein RC (refused classification) – also keine Freigabe – erhalten, ist eine Prüfung durch die USK für die Veröffentlichung in jedem Fall angezeigt, wobei hier jedoch wiederum die Freigabe versagt werden kann und dann die BPjM über eine Indizierung zu entscheiden hat.

## Kritik
Kritiker hatten befürchtet, dass durch den fehlenden Verwaltungsakt bei der Freigabe, die Anbieter in Versuchung geraten könnten, durch geschicktes Beantworten des Fragebogens, eine für sie „günstigere“ Einstufung zu erwirken. Es wird jedoch erst nach Abschluss des gesamten Fragebogens eine Freigabe generiert, sodass man nicht durch bloßes Ausprobieren von Antwortmöglichkeiten eine bestimmte Freigabestufe erreichen kann. Der Algorithmus, der die Freigabe für jedes Land errechnet, wird nicht veröffentlicht. Außerdem kann die Freigabe jederzeit durch die Einstufungsorganisation in der Datenbank geändert und somit auf den teilnehmenden Plattformen synchronisiert werden. Bisherige Ergebnisse zeigen, dass die Einstufung durch den Fragebogen sehr ähnliche Ergebnisse zu denen der Expertengremien in den Einstufungsorganisationen erzielt. Die Einstufung verlässt also nicht die Freigabekompetenz der USK.
Sollte das System in Zukunft auch zur Einstufung von Webseiten genutzt werden, könnten Rufe der Politik laut werden, bestimmte Klassifizierungen durch Jugendschutzprogramme aussperren zu lassen. So wurden bereits Forderungen laut, wonach diese Filterprogramme standardgemäß auf allen internetfähigen Endgeräten installiert werden sollten. Diese Programme sind jedoch fehleranfällig und könnten für Zensur genutzt werden.

## Beim IARC angeschlossene Institutionen
Folgende regionale Institutionen zur Klassifikation von Alterskennzeichnungen nehmen an IARC teil:
- Australian Classification Board – Australien
- Classificação Indicativa (ClassInd) – Brasilien
- Entertainment Software Rating Board (ESRB) – USA und Kanada
- Game Rating and Administration Committee (GRAC) – Südkorea
- Game Software Rating Regulations (GSRR) – Taiwan
- Pan European Game Information (PEGI) – große Teile Europas
- Unterhaltungssoftware Selbstkontrolle (USK) – Deutschland